# ПФК „Банско“
Вижте пояснителната страница за други значения на Банско.
„Банско“ е аматьорски футболен клуб от град Банско България. Основан е през 1951 г. Участва в Югозападната група на Трета лига. Отборът е издържан от местната община. Футболният клуб играе мачовете си на стадион „Свети Петър“, който има капацитет 3000 места.

## История
Футболен клуб Банско е основан през 1951 г. До сезон 2008/09 отборът играе изцяло в аматьорските дивизии на България. През сезон 2006/07 отборът завършва в средата на класирането в ОФГ Благоевград, но е включен в състава на Югозападната В група поради това, че Банско е град със стратегическо значение за развитието на туризма в региона.
Историческата промоция в професионалния футбол идва по административен начин. През зимната пауза на сезон 2008/09 двата футболни клуба ПФК Пирин (Благоевград) и ФК Пирин (Благоевград), които участват съответно в А група и Б група се обединяват. Банско купува лиценза на втородивизионния Пирин и за първи път в историята си влиза във втория ешелон, като сезон 2008/09 е доигран под името Пирин.
Дебютният сезон 2009/10 в Б група е повече от успешен за банскалии. Тимът завършва на трето място, с една точка по-малко от шампиона Видима-Раковски (Севлиево) и с равен брой точки, но с по-лоша голова разлика от втория Академик (София). През следващите години Банско се утвърждава като един от основните клубове във втория ешелон на българския футбол. Отборът се класира три пъти на 4-то място в Б група и два пъти на 5-о място.

## Състав
Към 1 декември 2018 г.
Вратари: Петър Начев, Ангел Юсев
Защитници: Йордан Лечов, Красимир Дурчов, Иван Топузов, Атанас Пашалиев, Атанас Спириев, Любомир Граминов, Борислав Сандев
Халфове и нападатели: Петър Лазаров (капитан), Любомир Витанов, Георги Фикийн, Павел Головодов, Даниел Гогов, Смилен Златанов, Калоян Маринов, Милен Василев, Михаел Кисьов, Смаил Креболиев, Милен Лефтеров, Христо Спасов.